# Záhoří (powiat Jindřichův Hradec)
Záhoří – wieś i gmina w Czechach, w powiecie Jindřichův Hradec, w kraju południowoczeskim.
1 stycznia 2017 gminę zamieszkiwało 110 osób, a ich średni wiek wynosił 42,0 roku.